# イシガウ
イシガウ  (ドイツ語: Issigau) は、バイエルン州オーバーフランケン行政管区ホーフ郡に属する町村（以下、本項では便宜上「町」と記述する）で、リヒテンベルク行政共同体の一員。

## 地理

### 位置
イシガウはフランケンヴァルト自然公園の東端にあたる。

### 自治体の構成
この町は、公式には14の地区 (Ort) からなる。このうち孤立農場などを除く集落を以下に列記する。
- アイヒェンシュタイン
- グリースバッハ
- イシガウ
- ケムラス
- ライツェンシュタイン

これらは、イシガウ、ライツェンシュタイン、ケムラス、アイヒェンシュタインの4地区に分けられる。
- イシガウ地区
- ライツェンシュタイン地区

## 歴史
イシガウは、ライツェンシュタイン男爵家の騎士領の一部であったが、1796年にプロイセン王国の管理下に置かれた。1807年にはプロイセン王国バイロイト侯領の一部として周辺地域とともにフランス統治下に組み入れられた。1810年にバイエルン王国領となり、1818年の行政改革に伴う自治体令で自治体としてのイシガウが成立した。
1978年の市町村再編で、それまで独立した自治体であったライツェンシュタインとケムラスがイシガウに編入された。

## 外部リンク

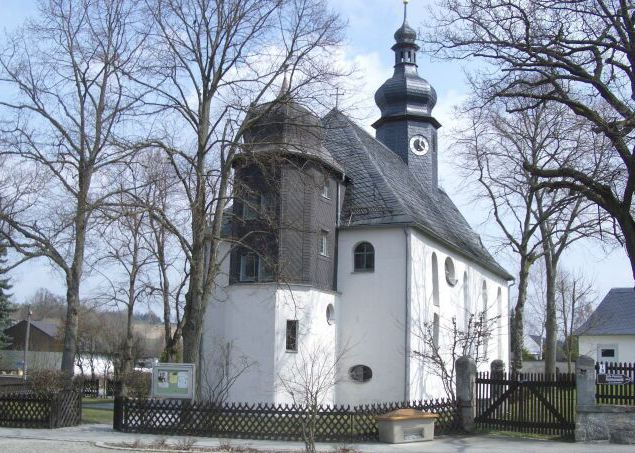

## 行政
議会は、12人の議員と首長により構成される。

## 人口推移
| - 1840年 - 1,257 - 1871年 - 1,264 - 1900年 - 1,316 - 1925年 - 1,439 - 1939年 - 1,397 | - 1950年 - 1,843 - 1960年 - 1,644 - 1970年 - 1,483 - 1980年 - 1,354 - 1990年 - 1,288 | - 2000年 - 1,221 - 2004年 - 1,167 |

（出典：バイエルン州情報管理統計局）

## 引用
1. ↑  https://www.statistikdaten.bayern.de/genesis/online?operation=result&code=12411-003r&leerzeilen=false&language=de Genesis-Online-Datenbank des Bayerischen Landesamtes für Statistik Tabelle 12411-003r Fortschreibung des Bevölkerungsstandes: Gemeinden, Stichtag (Einwohnerzahlen auf Grundlage des Zensus 2011)
2. ↑  Bayerische Landesbibliothek Online